# 亞利桑那州吉爾伯特聖殿
亞利桑那吉爾伯特聖殿（Gilbert Arizona Temple）是耶穌基督後期聖徒教會的一座聖殿，位於亞利桑那州城市吉爾伯特。聖殿於2008年宣布建設，是耶穌基督後期聖徒教會的第142座聖殿。2010年，聖殿正式動工。

## 外部連結
- 维基共享资源上的相關多媒體資源：亞利桑那州吉爾伯特聖殿
- Mormontemples.org: Gilbert Arizona Temple （页面存档备份，存于）
- Dedicatory Prayer （页面存档备份，存于）
- LDSChurchTemples.com: Gilbert Arizona Temple